# Schwarze Pädagogik
Schwarze Pädagogik ist ein 1977 von der Essayistin Katharina Rutschky geprägtes Schlagwort, das im Diskurs der Pädagogik des deutschen Sprachraumes im 20. und 21. Jahrhundert populär wurde. Im Zentrum der im ausgehenden 18. Jahrhundert entstandenen Aufklärungspädagogik hatte die Idee gestanden, dass der Mensch, um volle Selbstbestimmung und höchste Menschlichkeit zu erlangen, seine Natur hinter sich zurücklassen und zur Vernunft gelangen müsse.
Gegen die Idee der Ausmerzungsbedürftigkeit der Kindesnatur hatte seit dem ausgehenden 19. Jahrhundert mit großem Erfolg die Reformpädagogik Front gemacht. Viele Erziehungswissenschaftler, darunter besonders solche, die der antiautoritären Erziehung nahe standen, sahen die Pädagogik der Aufklärung auch in der zweiten Hälfte des 20. Jahrhunderts noch am Werke, darunter Rutschky, die 1977 eine psychoanalytische Deutung des aufklärerisch-pädagogischen Gedankenguts nachlieferte, das sie als „schwarze Pädagogik“ bezeichnete. Alice Miller bezog sich in ihren Studien Am Anfang war Erziehung (1980) und Du sollst nicht merken (1981) auf Rutschkys psychoanalytische Betrachtungen.
In einem weiteren Sinne wird unter schwarzer Pädagogik schlagwortartig auch jede Erziehung verstanden, die Erziehungsmittel wie Gewalt, Einschüchterung und Erniedrigung verwendet. Im Anschluss an Erich Fromm wird dem schlecht Erziehenden die Absicht zugeschrieben, sich selbst persönlich zu erhöhen.

## Prägung des Begriffs
Katharina Rutschky, die an der FU Berlin als SDS-Mitglied u. a. bei Klaus Mollenhauer und dem Psychoanalytiker Gerhard Maetze studiert und anschließend als Lehrerin gearbeitet hatte, gab 1977 unter dem Titel Schwarze Pädagogik eine umfangreiche Anthologie mit kompilierten pädagogischen Schriften aus mehreren Jahrhunderten heraus, die sie ursprünglich für eine geplante Doktorarbeit gesammelt hatte. Ihre Auseinandersetzung mit diesen pädagogischen Schriften ist als Beitrag zur Verteidigung der antiautoritären Erziehungsbewegung ihrer Zeit gewertet worden. Die Texte stammen überwiegend aus dem Zeitraum von 1748 bis 1908. Das von ihr ausgewählte Schrifttum setzt an der Wende zur Moderne ein, zu einem Zeitpunkt, an dem Erziehung sich zu einem Thema herausbildete, das in Journalen und Büchern für die breite Öffentlichkeit behandelt wurde. Den Begriff „schwarze Pädagogik“ definiert Rutschky in ihrem Buch nicht. In der Einleitung beschreibt sie die Absicht der Textauswahl:
Die schwarze Pädagogik ist der tendenziöse Versuch, die Folgen und Begleiterscheinungen der Aufmerksamkeit zu dokumentieren, der Heranwachsende seit dem 18. Jahrhundert ausgesetzt sind.

## Erziehungshistorischer Kontext: Pädagogik der Aufklärung
Erziehung erfolgte im Bürgertum als bewusste und zielgerichtete Formung des Menschen, die – dem Geist der Aufklärung entsprechend – darauf ausgerichtet war, den Menschen der Natur zu entreißen, ihn von schicksalhaftem Verhängnis zu emanzipieren und zum Menschen zu machen, damit er die Welt aus eigener Kraft zu gestalten vermöge. Die Aufklärer gingen davon aus, dass Vernunft nicht direkt durch Erziehung, sondern nur durch Bildung erworben werden könne. Erstere ist vom Lehrer geleitet, letztere vom Schüler selbst. Um den Menschen bilden zu können, muss nach Auffassung der Aufklärung seine Natur aber diszipliniert, unter Kontrolle gebracht werden. Damit das Kind bildbar wird, müsse ihm zunächst seine „Wildheit“ und „Rohigkeit“ ausgetrieben werden. Die aufklärerische Pädagogik zielte auf Naturbeherrschung. „Ein Hauptmoment der Erziehung ist die Zucht, welche den Sinn hat, den Eigenwillen des Kindes zu brechen, damit das bloß Sinnliche und Natürliche ausgereutet werde. Hier muss man nicht meinen, bloß mit Güte auszukommen; denn gerade der unmittelbare Wille handelt nach unmittelbaren Einfällen und Gelüsten, nicht nach Gründen und Vorstellungen“, schrieb Hegel 1820 in seinen Grundlinien der Philosophie des Rechts.

## Rezeption der Aufklärungspädagogik und des Philanthropismus
Im Zentrum der Kritik, die Rutschky und andere an der Erziehungsphilosophie der Aufklärung und des Philanthropismus geübt haben, stehen die anthropologische Prämisse vom Bösen im Kind und der Anspruch der Vertreter dieser Erziehungsphilosophie, dass die Grausamkeit gegen die kindliche Natur der Vernunft diene. Rutschkys und Millers Auseinandersetzung mit der Pädagogik der Aufklärung waren Schriften von Michel Foucault vorausgegangen. In Überwachen und Strafen hatte Foucault 1975 die These entwickelt, Disziplinarinstitutionen hätten an der Schwelle zum 19. Jahrhundert eine neue „Ökonomie der Züchtigung“ gewählt und die Dressur des Leibes in eine der Seele überführt.

### Katharina Rutschky
In den Kommentarabschnitten ihrer 1977 erschienenen Anthologie unterzog Rutschky die historischen Texte einer Deutung, bei der sie sich der Begrifflichkeit der psychoanalytischen Theorie Sigmund Freuds bediente. Sie ging davon aus, dass Erziehung ein Phänomen der Neuzeit sei und erst im Laufe des 19. Jahrhunderts entstanden sei. Im Lichte der psychoanalytischen Theorie ist im Seelenhaushalt der vergesellschafteten Individuen das Über-Ich der Sitz der Moral; die Funktion des Erziehers (Eltern, Lehrer), der ja für die moralische Entwicklung des Kindes zuständig sei, besteht nach Rutschkys Deutung darin, beim Kind das Über-Ich zu etablieren. Dies setze voraus, dass das Kind dem Erzieher unterworfen werde.
Eine zentrale Rolle spielt nach Rutschky in dieser Erziehung die Triebabwehr. Die Sexualität werde, weil sie auf ein instinktiv ablaufendes Verhalten dränge, in der schwarzen Pädagogik als besonders gefährlich eingeschätzt; der junge Mensch müsse durch strenge Erziehungsmaßnahmen von ihr abgelenkt werden. Rutschky ging davon aus, dass der Erzieher selbst narzisstisch gestört sei, unter dem grausamen Über-Ich selbst massiv leide und vor dem noch ungezügelten Kind Angst habe. Um diese Angst zu überwinden und seine eigenen quälenden Triebe abzuwehren, unterziehe der Erzieher das Kind einer „pädagogischen Initiation“, gefolgt von instrumentalisierten Todesdrohungen, physischer und psychischer Gewalt, Schmerz, Strafe, Kontrolle, Überwachung, Abhärtung und dem Tabu der Sexualität. Erziehung diene hier als Alibi und als Rationalisierung, mit der der Erzieher seinen Sadismus verschleiere. Die Liebe zwischen Mutter und Kind werde im Kontext der schwarzen Pädagogik als „Affenliebe“ verächtlich gemacht und als Ursache jeder Charakterlosigkeit und Dummheit des Kindes gebrandmarkt.

### Alice Miller
Alice Miller hatte ihre Laufbahn als Psychoanalytikerin begonnen, sich aber später von der Psychoanalyse distanziert, um sich nunmehr als „Kindheitsforscherin“ zu betrachten. Sie erkannte die von Rutschky mit den Mitteln der Psychoanalyse benannten Mechanismen der „Schwarzen Pädagogik“ in ihrer ersten Theorieheimat wieder, die sie als „Schwarze Psychoanalyse“ bezeichnet, und wandte sich in einem Prozess theoretischer Umbesinnung schließlich entschieden ab (Miller 1979, 1980, 1983).
Im Mittelpunkt ihrer Kritik stand zunächst eine Erziehung, die darauf abzielt, das Verhalten des Kindes einseitig an elterliche Bedürfnisse anzupassen. Miller nahm an, dass eine solche Erziehung beim Kinde zur Ausbildung eines „falschen Selbst“ führe. Das falsche Selbst ist ein Konzept, das der englische Psychoanalytiker Donald Winnicott 1960 in den psychoanalytischen Diskurs eingeführt hatte, um das Verhalten von Personen zu kennzeichnen, die keine Authentizität erkennen lassen, weil sie zu ihrem Selbstschutz anscheinend eine Fassade um sich errichtet haben.
Stand das „Drama des begabten Kindes“ (1979) noch im Zeichen psychoanalyse-interner Schulstreitigkeiten (Triebtheorie vs Selbstpsychologie nach Kohut), so zitiert sie in „Am Anfang war Erziehung“ (1980) ausführlich Rutschkys Textsammlung und übernimmt deren Begriff der „Schwarzen Pädagogik“, den sie mit ihren Erfahrungen als Therapeutin und den Fallgeschichten aus ihrer ehemaligen Praxis abgleicht. Sie eignet sich Rutschkys Terminus als ideologiekritischen Grundbegriff an und geht zugleich über Rutschkys psychoanalytisch fundierte Kritik hinaus

„(...) mit dem Ziel, eine Haltung zu charakterisieren, die nicht nur in der faschistischen, sondern in verschiedenen Ideologien mehr oder weniger offen zutage tritt. Die Verachtung und Verfolgung des Lebendigen, Kreativen, Emotionalen im Kind und im eigenen Selbst durchziehen so viele Bereiche unseres Lebens, daß sie uns kaum mehr auffallen. Mit verschiedener Intensität und unter verschiedenen Sanktionen, aber fast überall findet sich die Tendenz, das Kindliche, d.h. das schwache, hilflose, abhängige Wesen so schnell wie möglich loszuwerden, um endlich das große, selbständige, tüchtige Wesen zu werden, das Achtung verdient. Begegnen wir diesem Wesen in unseren Kindern wieder, verfolgen wir es mit ähnlichen Mitteln, wie wir es mit uns bereits taten, und nennen das Erziehung.“

Für Miller war Schwarze Pädagogik nicht eine pädagogische Position, die an einen bestimmten geistesgeschichtlichen Kontext (Aufklärung, Philanthropismus, Herbartianismus, Nationalsozialismus) geknüpft und aus diesem heraus zu erklären sei, sondern vielmehr eine außerhalb der Geschichte stehende Erziehungssituation, die sich allein aus dem Machtmissbrauch von Erziehenden ergibt, die aus einer prekären seelischen Verfassung heraus handeln:

„Unter der ‚Schwarzen Pädagogik‘ verstehe ich eine Erziehung, die darauf ausgerichtet ist, den Willen des Kindes zu brechen, es mit Hilfe der offenen oder verborgenen Machtausübung, Manipulation und Erpressung zum gehorsamen Untertan zu machen.“

In der Konsequenz führte sie diese Kritik zu einer dezidiert antipädagogischen Haltung in der Tradition Ekkehard von Braunmühls. Es gibt, so Miller, auch keine gute, „weiße Pädagogik“, wie der Terminus Rutschkys impliziert. Das Problem sei die pädagogische Haltung überhaupt, die nur den Bedürfnissen der Erwachsenen diene und deren problematische Sozialisation tradiere, indem sie im Wiederholungszwang etwa die „...einst erlittenen Demütigungen anderen weitergeben“. Aus Erziehungsopfern werden Erziehungstäter: „Erzieher – nicht Kinder – brauchen die Pädagogik.“
In Du sollst nicht merken (1983) arbeitete Miller heraus, wie Kinder dazu gebracht werden, nicht zu merken, wenn ihnen im Namen der „Erziehung“ Formen von Gewalt bis hin zum sexuellen Missbrauch angetan werden. Miller wies auf, wie Menschen die Misshandlungen, die sie als Kinder erlebt haben, später verklären und als Eltern an die nächste Generation weitergeben. Die Verklärung und Vertuschung von elterlicher Gewalt sah Miller auch in der Psychoanalyse am Werke, die sie in diesem Zusammenhang als „Schwarze Psychoanalyse“ bezeichnete.

## Rezeption
Harald Wölfel-Schramm hat den Begriff „schwarze Pädagogik“ 1991 im Rahmen seiner Verteidigung einer Antipädagogik aufgegriffen.
Der Erziehungswissenschaftler Friedrich Koch (Universität Hamburg) hat 1995 versucht, die „schwarze Pädagogik“, die Rutschky und Miller ahistorisch und strikt psychoanalytisch gesehen hatten, in einem sozial- und geistesgeschichtlichen Kontext zu verorten. Koch sah die schwarze Pädagogik als eine mehr oder weniger geschlossene Erziehungsphilosophie, mit der die bürgerliche Gesellschaft Kinder und Jugendliche seit dem 18. Jahrhundert auf ihren Tugendkanon hin auszurichten versuchte.
Armin Bernhard, Professor für Pädagogik an der Universität Duisburg-Essen, gab Rutschkys und Millers Überlegungen in einem Zeitschriftenartikel noch 2008 Rückendeckung, bedauerte allerdings, dass die Auseinandersetzung mit der schwarzen Pädagogik während der „antiautoritären Revolte“  ein „Strohfeuer“ geblieben sei. Anstatt zu einer nachhaltigen Implementierung der antiautoritären Prinzipien in die Gesellschaft sei es zu einer partiellen Absorption der Kritik durch das kapitalistische System gekommen, das sie für eine wirtschaftlich funktionale Liberalisierung der Erziehung genutzt habe. Die schwarze Pädagogik – als „massive Verleugnung und Unterdrückung kindlicher Entwicklungsbedürfnisse“ – bestehe indes unvermindert weiter: in veränderter, subtilerer und damit weniger angreifbarer Form.
Wolfgang Schmidbauer fand ähnliche Strukturen in konfliktreichen Ehen und schreibt: „Der Ausdruck schwarze Pädagogik ist treffend gewählt. In der Finsternis, welche sie umgibt, lässt sich für den Erzieher verbergen, dass seine eigenen Absichten ebenso infantil sind wie die dem Zögling unterstellten. Wer den fremden Willen brechen muss, hat die eigene Reife nicht gefunden. Wer nur schwarz oder weiß kennt, lebt als moralischer Parasit in einer sozialen Welt, die nur deshalb funktioniert, weil seinesgleichen in der Unterzahl ist.“

## Kritik
Das Konzept der „schwarzen Pädagogik“ wurde in der Fachliteratur vielfach als wissenschaftlich nicht haltbar eingestuft. So hat Zvi Lothane bereits 1992 eine umfassende Kritik der entsprechenden Brandmarkung Moritz Schrebers, des Vaters von Daniel Paul Schreber, vorgelegt; Rutschky hatte Schreber als einen der Hauptvertreter der „schwarzen Pädagogik“ eingestuft.
Von anderer Seite wurde Rutschky und Miller eine verengende Sicht auf die Pädagogik der Aufklärung und des Philanthropismus vorgeworfen. Wie 2013 Christian Grabau (Universität Tübingen) ausgeführt hat, war Strafe für den Philanthropismus weder das erste Mittel noch war sie einfach Instrument zur Unterdrückung. Die vorrangigen Erziehungsmittel dieser Pädagogik waren das Beobachten und Zuhören, erst danach die Übung und der Befehl.
Juliane Kühn hat 2014 beanstandet, dass Rutschky keine Definition des Begriffes „schwarze Pädagogik“ formuliert habe. Rutschky bezeichne als „schwarze Pädagogik“ unterschiedslos alles, was nach heutiger pädagogischer Theorie und Praxis dem humanen Sinn der Erziehung – der Führung des Kindes zur Mündigkeit – widerspreche. Die in ihrem Buch kompilierten Quellentexte habe Rutschky aus dem Korpus des pädagogischen Schrifttums der Aufklärung und der Philanthropen so ausgewählt, dass sie repräsentieren, was sie selbst „schwarze Pädagogik“ nenne.
2016 haben auch Michael Milburn und Sheree Conrad kritisiert, dass Miller in ihren Analysen so vorgehe, als finde Erziehung in einem Vakuum statt, ohne historischen Kontext: „Wie wir unsere Kinder behandeln, spiegelt wider, wer wir sind und was wir als Gesellschaft glauben. Unsere sozialen und politischen Einstellungen, unsere Institutionen und unsere Erziehungspraktiken bringen die nächste Generation von Bürgern hervor, die durch ihre gesellschaftlichen Institutionen und durch ihr politisches Verhalten wiederum die Welt erzeugen, in der ihre Kinder leben werden.“

## Auswahl der von Rutschky kompilierten Texte

### Pädagogik der Aufklärung
- Johann Friedrich Herbart: Zwei Gebete für Kinder (1796). Abgerufen am 11. Dezember 2018.
- Immanuel Kant: Durch Erziehung tut die Natur einen Schritt näher zur Vollkommenheit (1803). Abgerufen am 11. Dezember 2018.

### Philanthropismus
- Johann Bernhard Basedow: Kinder und Erwachsene (1773). Abgerufen am 11. Dezember 2018.
- Johann Bernhard Basedow: Eine nützliche Sprachregelung (1783). Abgerufen am 11. Dezember 2018.

Außerdem wurden Texte von Karl Friedrich Bahrdt, Johann Heinrich Campe, Friedrich Gedike, Johann Christoph Friedrich GutsMuths, Friedrich Gabriel Resewitz, Friedrich Eberhard von Rochow, Christian Gotthilf Salzmann, Ernst Christian Trapp, Peter Villaume und Christian Heinrich Wolke aufgenommen.

### Anonym
- Affenliebe. Handwörterbuch für den deutschen Volksschullehrer (1874). Abgerufen am 11. Dezember 2018.